# Евклідова норма
Якщо вектор {\displaystyle {\overline {x}}} задається як {\displaystyle {\overline {x}}=(x_{1},\ldots ,x_{n})}, то евклідова норма цього вектора визначається як
{\displaystyle \|{\overline {x}}\|={\sqrt {\sum _{i=1}^{n}x_{i}^{2}}}.}
Цю норму також називають сферичною.